# Kupyszcze (przystanek kolejowy)
Kupyszcze (ukr. Купище) – przystanek kolejowy w pobliżu miejscowości Kupyszcze, w rejonie korosteńskim, w obwodzie żytomierskim, na Ukrainie. Położony jest na linii Kijów – Korosteń – Sarny – Kowel.